# Skive-Film fra gamle Dage
|  | Denne artikel er oprettet af botten Steenthbot ud fra en ekstern database. Den kan derfor have sproglige fejl eller mangler. Denne skabelon kan fjernes efter kontrol af indholdet. |

Skive-Film fra gamle Dage er en dansk dokumentarfilm fra 1937.

## Handling
En kompilationsfilm med sjove mellemtekster lavet i 1937 viser optagelser fra Skive i 'gamle dage', dvs. 1907-1923: Den midtjyske Arbejderfest i Skive, 1907. Dyrskuet i Skive, 1907. Biografen Kosmorama på Østerbro, 1907. Fugleskydnings Procession, 1907. Kong Frederik VIII besøger konseilpræsident I.C. Christensen i Hee og deltager i afsløring af Christian IX's monument i Anlægget i Skive, 1908. Kommuneskolens Indvielse. Sportsdagen i Skive, 17. juni 1923. Svømning og udspring foregår i havnebassinet. Foldbolkamp mellem Odense Boldklub og S.I.K. på Stadion. Tovtrækning samt Ulveungernes Marathon-Løb i sække foregår samme sted. Til slut - udsigt over byens "festplads".
Filmene er oprindeligt optaget af Emil Andersen, som var direktør for byens første biograf Kosmorama, der åbnede 15. oktober 1906.

## Medvirkende
- Kong Frederik VIII
- Dronning Louise
- J.C. Christensen